# محرز اللوز
محرز اللوز، ولد بمدينة صفاقس عام 1979، فنان ونحات تونسي، يشتغل على الرخام.

## تكوينه
درس بالمعهد العالي للفنون الجميلة بتونس وأحرز على شهادة الماجستير في علوم الفنون وتقنياتها. وهو بصدد إعداد أطروحة دكتوراه حول تعبيرية الهشاشة في صلابة مادة الرخام، وهو يدرّس بالمعهد العالي للفنون والحرف بالقيروان.

## أعماله
كانت بدايته في صيف 2006 بمشاركته في تربص دولي بإيطاليا، كما تمت دعوته للمشاركة في لقاءات بالخارج بكندا في عام 2007، والجزائر... أحرز عام 2008 على الجائزة الكبرى للفنون التشكيلية لمدينة تونس، وذلك على نحت عنوانه «لغز السلام». وكان قد شارك بهذا العمل في المعرض السنوي لاتحاد الفنانين التشكيليين التونسيين.

## وصلة خارجية
الفنان والنحات محرز اللوز : أدعو إلى تنظيم استشارة وطنية للنهوض بالفن التشكيلي